# Sanne van Dijke
Sanne van Dijke (Heeswijk-Dinther, 21 juli 1995) is een Nederlandse judoka, die uitkomt in de gewichtsklasse -70kg. Ze werd tweemaal Europees  kampioene en won in 2021 een bronzen olympische medaille.

## Carrière
Van Dijke vertelde in een interview dat ze als éénjarige al meeging naar de judotraining van broer Steven. Zij begon haar training op vijfjarige leeftijd bij Judoclub Berlicum onder leiding van hoofdcoach Jo Gevers. Later in haar leven ging ze trainen bij het Centrum voor Topsport en Onderwijs in Eindhoven.
Van Dijke werd in 2015 Europees kampioen junioren in leeftijdcategorie -21 en -23. Op vrijdag 21 april 2017 pakte zij in Warschau de Europese titel in de klasse tot 70 kilogram. Ze versloeg de Duitse Giovanna Scoccimarro in de finale. Ook bij de Europese kampioenschappen in Lissabon in 2021 werd zij kampioen, in dezelfde klasse.
In aanloop naar de uitgestelde Olympische Spelen van Tokio in juli 2021, verloor Van Dijke twee naasten. "Aan motivatie had ik geen gebrek, maar ik zat wel in de knoop met mezelf. Ik wilde rouwen, maar had daar geen tijd voor. Een psycholoog hielp me in die periode." In diezelfde periode was Van Dijke in een concurrentiestrijd met Kim Polling verwikkeld om een olympisch ticket.  Van Dijke ging naar Tokio en behaalde de bronzen medaille, door in de troostfinale de Duitse Giovanna Scoccimarro te verslaan.
In februari 2024 werd Van Dijke getroffen door een hernia, waardoor ze bijna alleen nog maar op de bank kon liggen. Hoewel ze dat eigenlijk niet wilde, bleek een operatie onvermijdelijk. Herstel duurt normaal zes tot negen maanden, maar Van Dijke stond op 31 juli 2024 weer op de mat bij de Olympische Zomerspelen van Parijs. Ze verloor de strijd om de bronzen medaille van de Belgische Gabriella Willems. Ze werd uiteindelijk vijfde.
Bij het EK in Podgorica (april 2025) werd Van Dijke in de eerste ronde uitgeschakeld. Twee maanden later won ze op de wereldkampioenschappen in Boedapest het brons.

## Prestaties
| Datum      | Resultaat | Event                                          | Type   | Categorie |
| ---------- | --------- | ---------------------------------------------- | ------ | --------- |
| 15/11/2014 | 1         | European U23 Championships Wroclaw             | EChU23 | U70       |
| 24/10/2014 | 7         | World Junior Championships U21 Fort Lauderdale | WChJun | U70       |
| 20/09/2014 | 1         | European U21 Championships Bucharest           | EChJun | U70       |
| 08/02/2014 | 1         | Dutch U21 Championships Nijmegen               | NJun   | U70       |
| 09/02/2013 | 3         | Dutch U21 Championships Nijmegen               | NJun   | U70       |
| 14/08/2011 | 7         | World U17 Championships Kiev                   | WCadet | U70       |
| 09/04/2011 | 3         | Dutch Championships U17 Tilburg                | NCadet | U70       |
| 06/03/2010 | 3         | Dutch Championships U17 Tilburg                | NCadet | U63       |
| 04/04/2009 | 2         | Dutch Championships U15 Eindhoven              | N15    | U52       |

## Onderscheidingen
- Pahud de Mortanges Trofee - 2023